# Chalino Sánchez
Rosalino Sánchez Félix (30 de agosto de 1960 – 16 de maio de 1992) conhecido como   "Chalino Sanchez" foi um cantor e compositor mexicano. Após sua morte, foi chamado de "Rei do Corrido" (do espanhol: El Rey del Corrido), e Sánchez é considerado um dos cantores de narcocorrido mais influentes do final do século XX no México. Ele também compôs e cantou músicas românticas e populares nas rádios.
Sánchez cresceu em uma área rural pobre e violenta de Sinaloa, sendo o mais novo de oito irmãos. Seu pai faleceu quando Sánchez tinha seis anos de idade. Aos 15 anos, Sánchez atirou e matou um homem que havia estuprado sua irmã. Em 1984, seu irmão Armando foi assassinado em um hotel em Tijuana, o que o inspirou a compor seu primeiro corrido. Enquanto cumpria pena na prisão por crimes menores, Sánchez compôs músicas para outros detentos que tinham histórias que queriam preservar em baladas sentimentais.
No dia 25 de janeiro de 1992, Sánchez foi baleado durante uma apresentação em Coachella, Califórnia, Estados Unidos, mas sobreviveu. Ele revidou em legítima defesa e, acidentalmente, matou um espectador. Apenas alguns meses depois, no dia 16 de maio, Sánchez foi baleado e morto por assaltantes não identificados após uma apresentação em Culiacán, onde ele havia recebido um bilhete, possivelmente uma ameaça de morte. Embora seu assassinato permaneça sem solução, suspeita-se que esteja ligado a um cartel mexicano ou a uma vingança.

## Infância e carreira
Rosalino Sánchez Félix nasceu em "Las Flechas", um pequeno rancho em El Guayabo, um município rural em Sinaloa. Seu nome de nascimento era Rosalino, mas ele preferia o apelido "Chalino", pois achava que Rosalino soava muito feminino. Ele era o mais novo de oito filhos. Seus pais eram Santos Sánchez, que faleceu quando Chalino tinha seis anos, e Senorina Félix. Sánchez cresceu em um ambiente de pobreza, com oportunidades limitadas e cercado por violência.
Em setembro de 1975, aos 15 anos, Sánchez atirou e matou um homem que havia estuprado sua irmã. Ele então se mudou para Tijuana, onde trabalhou como "coyote", contrabandeando imigrantes indocumentados para os Estados Unidos. Em outubro de 1975, Sánchez fugiu para os EUA para evitar as autoridades mexicanas. Trabalhou em fazendas de Seattle, Washington, a Portland, Oregon, e em janeiro de 1983 mudou-se para a casa de sua tia em Inglewood, Califórnia. Lavou pratos, vendeu carros e traficou pequenas quantidades de maconha e cocaína. Também trabalhou como motorista para Rigo Campos, dono de um restaurante em Bell Gardens, Califórnia, que estava envolvido no negócio de drogas e acabou sendo morto pelos Crips em South Los Angeles, Califórnia. Além disso, Sánchez ajudou seu irmão mais velho, Armando, a administrar uma operação de contrabando de imigrantes.
Em maio de 1983, Sánchez conheceu Marisela Vallejos, de Mexicali, Baja California, através de um primo. Eles se casaram em 1984, enquanto ela estava grávida de seu filho, Adán Sánchez, e mais tarde tiveram uma segunda filha, Cynthia Sánchez Vallejos. Eles foram casados por nove anos, até a morte de Sánchez.
Em julho de 1984, Armando foi baleado e morto em um hotel em Tijuana, o que inspirou Sánchez a compor seu primeiro corrido, "Recordando A Armando Sánchez." Nessa época, ele foi preso e cumpriu alguns meses na prisão de La Mesa por crimes menores. Sánchez compôs músicas para seus colegas de prisão, muitos dos quais eram traficantes de drogas e analfabetos, transformando suas histórias em canções. Ele era pago em dinheiro, relógios e armas.
Sánchez foi apresentado a Ángel Parra, que arranjou para o cantor gravar seus primeiros demos em seu estúdio com um grupo norteño, Los 4 De La Frontera. Ele começou a gravar no estúdio em 1987 e gravou quinze músicas, cada uma encomendada por um "valiente" local, fazendo uma cópia para cada cliente. Na terceira gravação, seus clientes já pediam cópias extras para amigos, e Parra sugeriu produzir 300 fitas cassete, que venderam facilmente e foram seguidas por reencomendas. Sánchez vendia as fitas no porta-malas do carro ou em feiras livres, e se apresentava em festas de quinze anos e batizados.
Em 1989, Sánchez havia abandonado seus empregos diurnos, criado sua própria gravadora e estava vendendo suas fitas cassete em tempo integral. No ano anterior, ele conhecera Nacho Hernández, cuja banda Los Amables del Norte se tornou sua acompanhante regular. Sánchez ficou conhecido em todo o sul da Califórnia e se apresentou em vários locais, como o El Parral Nightclub em South Gate e o El Farallon Nightclub em Lynwood.
Sánchez conectou-se com Pedro Rivera, que havia montado a Cintas Acuario, um pequeno estúdio de gravação em Long Beach, Califórnia, com o qual Sánchez assinou um contrato de gravação. Rivera, pai de Lupillo Rivera, Juan Rivera e Jenni Rivera, foi um dos primeiros a lançar os álbuns de Sánchez.

## Tiroteio em Coachella (janeiro de 1992)
No dia 25 de janeiro de 1992, Sánchez se apresentou no restaurante e casa noturna Plaza Los Arcos em Coachella, Califórnia, com 400 pessoas presentes. Eduardo Gallegos, de 32 anos, um mecânico desempregado de Thermal que estava sob a influência de heroína e álcool, pediu que a música "El Gallo de Sinaloa" fosse tocada. Imediatamente depois, Gallegos pulou no palco e disparou quatro tiros contra Sánchez. Em retaliação, Sánchez atirou em Gallegos; a arma emperrou, e Sánchez a jogou em Gallegos. Os quatro tiros de Gallegos atingiram Sánchez duas vezes no peito, perto da axila, atingindo seu pulmão; uma bala atingiu o acordeonista na coxa. Os tiros de Sánchez erraram Gallegos, mas acidentalmente atingiram e mataram Claudio Rene Carranza, de 20 anos. No total, foram disparados de nove a quinze tiros, e aproximadamente dez pessoas foram atingidas. Gallegos foi imobilizado no chão por um espectador e levou um tiro na boca com sua própria arma. Tanto Gallegos quanto Sánchez foram transportados para o Desert Regional Hospital em Palm Springs, em estado crítico.
Gallegos, que sobreviveu aos ferimentos, foi condenado por tentativa de assassinato e sentenciado a vinte anos de prisão perpétua; ele foi libertado em 2023. O tiroteio trouxe mais publicidade para Sánchez, e suas vendas e execuções nas rádios aumentaram, especialmente para sua música não relacionada ao narcotráfico, "Nieves de Enero."Em sua próxima apresentação em Los Angeles, o clube atingiu a capacidade máxima seis horas antes de Sánchez começar a se apresentar.

## Assassinato
Após o tiroteio de janeiro de 1992 e o aumento da notoriedade que se seguiu, Sánchez começou a temer por sua vida. Ele distribuiu sua coleção de armas para amigos e vendeu os direitos de suas músicas para a Musart Records, recebendo dinheiro suficiente para sua esposa comprar uma casa, mas privando sua família de futuros royalties.
No dia 16 de maio de 1992, durante uma apresentação no Salão Bugambilias em Culiacán, Sánchez recebeu um bilhete de alguém na plateia. Acredita-se que o bilhete era uma ameaça de morte, mas isso nunca foi confirmado. Um vídeo mostra Sánchez lendo o bilhete, demonstrando preocupação, amassando o papel e continuando a cantar.
Após a meia-noite, Sánchez deixou o clube com dois de seus irmãos, um primo e várias jovens. O veículo em que estavam foi interceptado por um grupo de homens armados em Chevrolet Suburbans pretas. Eles mostraram identificação da polícia estadual e disseram a Sánchez que seu comandante queria vê-lo. Sánchez concordou e entrou em um dos carros. Na manhã seguinte, dois agricultores encontraram o corpo de Sánchez perto de um canal de irrigação próximo à Rodovia Federal 15, no bairro de Los Laureles, em Culiacán. Ele estava com os olhos vendados, e seus pulsos tinham marcas de corda. Ele havia levado dois tiros na parte de trás da cabeça. Sánchez foi enterrado no Panteón de Los Vasitos em Sinaloa, México.

## Legado, arte e influência
Sánchez não era um cantor treinado; ele se referia ao seu estilo como "latido" e sabia que muitas vezes desafinava. No entanto, ele era elogiado pela sinceridade e especificidade de suas letras. As músicas de Sánchez frequentemente contavam histórias reais de crimes. Ele foi chamado de "parte Billy the Kid, parte Bill Monroe." Seus fãs o viam não apenas como um artista, mas como "a coisa real." Sánchez cantava suas músicas com a cadência e gírias de Sinaloa, algo que nenhum grande cantor havia feito antes. Após sua morte, a popularidade de Sánchez disparou; sua viúva sabia de 150 corridos dedicados ao marido. Suas faixas vocais foram usadas para criar novas músicas, e vários imitadores surgiram. A música de Sánchez continua a ser tocada em muitas rádios de língua espanhola e é popular entre jovens ouvintes hispânicos. Ele também recebeu elogios de artistas fora de seu público-alvo, como o rapper Snoop Dogg.
Em 2019, um curta-metragem intitulado "Chalino", dirigido por Michael T. Flores, estreou no Los Angeles Latino International Film Festival (LALIFF). Um podcast de oito partes sobre a vida de Sánchez e as circunstâncias de seu assassinato, Ídolo: The Ballad of Chalino Sánchez, foi lançado em fevereiro de 2022. Em 2023, uma série documental de TV intitulada Nunca Tuvo Miedo estreou na Vix. Um filme biográfico sobre a vida de Sánchez, estrelado por David Castañeda, está atualmente em produção.

## Família
O filho de Sánchez, Adán Sánchez, também foi um cantor regional mexicano-americano de sucesso. Em 2004, aos 19 anos, enquanto dirigia o Ford LTD Crown Victoria 1990 de seu pai, ele morreu em um acidente de carro capotado após o estouro de um pneu.